# Uropoda mahunkai
Uropoda mahunkai es una especie de arácnido del orden Mesostigmata de la familia Uropodidae.

## Distribución geográfica
Se encuentra en Paraguay y Brasil.